# Intelligens
 Der er for få eller ingen kildehenvisninger i denne artikel, hvilket er et problem. Du kan hjælpe ved at angive troværdige kilder til de påstande, som fremføres i artiklen.

Ordet intelligens stammer fra det latinske intelligentia af det latinske verbum intellegere som betyder "at skelne" eller "at tyde" fra præfix inter (imellem) og legere (læse/udpege/benævne).
At læse forudsætter en læser, en person som tyder. Generelt referer intelligens derfor til dannelsen af mening, som forudsætter bevidste forståelsesmæssige valg, hvorfor en maskine eller et system for eksempel ikke med rette kan kaldes intelligent.[kilde mangler] Mening dannes i og hos mennesket. Således er begrebet kunstig intelligens begrebsmæssigt en vildfarelse.[kilde mangler]
I en løsere omgang med ordet, dækker intelligens forskellige evner til at løse opgaver.  Intelligens er knyttet til processer i bevidsthedsdannelsen ved hjælp af for eksempel logiske eller følesesmæssige strukturer.
I de senere år er det blevet almindeligt at bruge ordet om den totale sum af alle mentale egenskaber og færdigheder; derved kommer begrebet til at dække betydeligt mere selve intellektet.[kilde mangler]
Generelt dækker begrebet intelligens over evnen til at finde betydning og forstå i sammenhæng.

## Typer af intelligens

### Generel intelligens
Begrebet generel intelligens blev opfundet af Charles Spearman i 1904. Han opfandt den såkaldte faktoranalyse, og med dette matematiske værktøj var han i stand til at afgøre hvor stor en del af variationen i mentale evner der kunne tilskrives én fælles underliggende faktor. Den kaldte han den generelle faktor, eller g-faktoren, og den svarer stort set til hvad man almindeligvis forstår ved intelligens. G-faktoren er ikke knyttet til noget bestemt sted i storhjernen, i modsætning til de enkelte del-evner. Disse grupperer sig især i tre:
1. En intelligens for sprog og symbolbehandling, som hos højrehåndede især er lokaliseret i venstre hjernehalvdel.
2. En intelligens for simpel regning og talbehandling samt for logiske ræsonnementer. Den er mere centralt fordelt i hjernen, dog oftest med overvægt i venstre hjernehalvdel.
3. En intelligens for rumlige, geometriske og mekaniske forestillinger samt for abstrakte relationer og avanceret matematik. Hos højrehåndede er den som regel lokaliseret i højre hjernehalvdel.

Disse tre intelligenser viser alle nær sammenhæng med g-faktoren. F.eks. er korrelationen mellem den sproglige og den rumlige intelligens så høj (0,8 – 0,9) at de to åbenbart for en stor del afspejler en og samme egenskab – Spearmans g-faktor. Men samtidig er der altså tale om forskellige evner lokaliseret i hver sin del af hjernen. Ved hjerneskader kan den ene ødelægges uden at den anden tager skade.
I forsøg på at måle g-faktoren anvender man psykometriske intelligenstests. Det er en kombination af tests der måler den sproglige, den logiske og den rumlige intelligens. Da kvinder i gennemsnit scorer højest på sproglige tests, og mænd på rumlige tests, er det vigtigt at der er den rette balance mellem forskellige typer af tests for at testen ikke skal favorisere det ene køn frem for det andet. Det samlede resultat udtrykkes ved intelligenskvotienten, forkortet IK eller på engelsk: IQ. IK er et tilnærmet mål for g-faktoren, men er ikke identisk med g-faktoren. IK er per definition ens for de to køn, hvorimod g-faktoren godt kan tænkes at være lidt forskellig. Der synes også at være forskelle i g-faktoren mellem forskellige racer. Generelt er der dog langt større forskel inden for hver gruppe af mennesker end mellem grupperne.
Forestillingen om den generelle intelligens er upopulær i pædagogkredse i Danmark. Dens svaghed er også at den kan give anledning til et vist fatalistisk syn som ikke er praktisk i det pædagogiske arbejde. En anden "svaghed" er at intelligensbegrebet, der er et videnskabeligt psykologisk begreb, stemmer dårligt overens med den herskende politiske korrekthed. Intelligens minder alt for meget om, at der er forskel imellem mennesker.
Selv om teorien om g-faktoren er dømt forældet mange gange, kommer der stadig nye bekræftelser på at g faktisk eksisterer. Den seriøse kritik handler da også mere om hvorvidt det er mere praktisk anvendeligt at bruge andre intelligensbegreber.

### Gardners teori
En nyere, meget omtalt, teori af Howard Gardner taler om at der er 8 intelligenser (oprindeligt 7).
1. Den logisk-matematiske intelligens
2. Den sproglige intelligens
3. Den rumlige intelligens
4. Den musiske intelligens som svarer til de kunstneriske evner.
5. Den interpersonelle intelligens der handler om at forstå andres følelser og motiver og at begå sig socialt.
6. Den intrapersonelle intelligens, dvs. evnen til at forstå sine egne følelser og motiver.
7. Den kropslige intelligens eller kropskinæstetiske intelligens, som svarer til de motoriske evner.
8. Den naturalistiske intelligens, dvs. evnen til at klassificere objekter i omverdenen.

Senere har Gardner overvejet tilføjelse af en niende intelligens, – en såkaldt "eksistentialistisk intelligens"
Gardners teori er ikke baseret på egentlig data, men på en gennemgang af forskellige personer som udartede sig indenfor de evner han kalder for "intelligenser".
Gardners teori kritiseres for at jo udvande begrebet "intelligens" ved at kalde alle mulige andre evner for "intelligens". Hans første 4 "intelligenser" er allerede kendt for at korrelere positivt med hinanden og måler alle g-faktoren i forskellig grad.
Gardners teori har ikke vundet indpas blandt forskere, men har stor popularitet blandt personer indenfor uddannelse. Der er derfor en stor kontrast i hvad forskere mener, og hvad lægfolk bruger.

### Andre teorier
En videreudvikling af intelligens-begrebet er opdelingen i flydende intelligens og krystalliseret intelligens. Den flydende intelligens er uafhængig af kultur og indlæring og svarer nærmest til g-faktoren, mens den krystalliserede intelligens er kapaciteten til at udnytte den eksisterende erfaring og viden til at løse konkrete opgaver. Den afhænger derfor af indlæring og kultur.
Det svarer omtrent til et andet intelligensbegreb, der kaldes den interaktive intelligens. Princippet er her at selv om et menneskes intellektuelle potentiale udtrykkes med g-faktoren, er det mere interessant at se på den opnåede intellektuelle færdighed. I modsætningen til g-faktoren (IQ), som er stort set uforanderlig gennem en persons liv, kan den interaktive intelligens optrænes. Tilhængere af dette intelligensbegreb betragter det altså som mere interessant i bedømmelsen af en person hvad man har opnået end hvad man potentielt, givet de rette forhold, kunne opnå.
Daniel Goleman har introduceret begrebet følelsesmæssig intelligens, som nogenlunde svarer til summen af Gardners interpersonelle og intrapersonelle intelligenser, men også omfatter evnen til at give afkald på en øjeblikkelig fordel til fordel for en større, mere langsigtet fordel. Denne evne menes lokaliseret til de centrale dele af pandelappen. Golemanns pointe er at de sociale evner, evnen til at omfatte andre med empati osv. er bedre indikatorer for et ungt menneskes fremtidige succes end IK. Ligesom for "almindelig" intelligens findes der også psykologiske test, som forsøger at måle hvor meget eller lidt følelsesmæssig intelligens en person besidder.

## Arvelighed: Er intelligens arvelig?
Om intelligens er arvelig, undersøges ved måling af IK hos personer med forskellig grad af slægtskab.
Det kan være en- og tveæggede tvillinger, eller bortadopterede børn, eller allerbedst: enæggede tvillinger der er bortadopteret til hver sin familie.
Hvis man undersøger dette hos skolebørn, finder man typisk, at ca. 50 % af variationen i intelligens kan forklares af arvelige faktorer. Men intelligensen stabiliseres først senere, omkring 18-års alderen, og hvis man laver tilsvarende undersøgelser af voksne, finder man at intelligens er arvelig til en grad af 60–90 %. Arveligheden synes at være størst for den rumlige intelligens. Hvilken procentdel man når frem til, afhænger af variationen i miljøet. I et land hvor det intellektuelle miljø er meget ensartet, f.eks. et land som Danmark med en relativt ensartet kvalitet i skolevæsenet, betyder variationer i miljøet relativt lidt, og her finder man derfor at arvelige faktorer bestemmer en relativt høj procentdel af variationen i intelligens.

## Miljøfaktorer
Der kan være mange miljøfaktorer der påvirker intelligensen.
En dansk undersøgelse har understøttet teorien om at der er en positiv sammenhæng mellem amning og intelligens, hvilket måske kunne betyde at der amning påvirker intelligensen i positiv retning.
Om påvirkningen skyldes modermælken eller den nære kontakt med moderen er dog uvidst.
Moderens tobaksrygning under graviditet kan have en negativ indflydelse på intelligensen.

## Flynn-effekten: Den stigende IQ
Den gennemsnitlige IQ i befolkningen har været stigende i mange år. Resultatet af IQ-målinger af danske værnepligtige er, at gennemsnittet er steget med hvad der svarer til ca. 10 IQ-points siden 1950. Det betyder at den gennemsnitlige IQ, der per definition svarer til IQ = 100, hele tiden forskydes opad. Denne forskydning over tiden kaldes Flynn-effekten (efter politologen James Flynn). De seneste oplysninger fra Danmark har dog vist, at stigningen i de værnepligtiges IQ stoppede midt i 1990´erne, og siden da er IQ endda begyndt at falde igen.
Flynn-effekten er ikke blot begrænset til Danmark. James Flynn fandt den i 35 forskellige lande.
Resultaterne for generel viden i den amerikanske Scholastic Aptitude Test (SAT) viser et fald i samme periode som stigningen i IQ. SAT måler i højere grad kulturel betinget viden.
Den australske forsker, Robert W. Howard har i 1999 lavet forskning i alderen på skakmestrene. I 1970 var gennemsnitsalderen hos de 50 øverste på verdensranglisten i skak 38 år. I 1995 var den 29 år. Robert W. Hovard er overbevist om, at intelligensen virkelig stiger med hver ny generation.[kilde mangler]
Flynn-effekten ses nok som en af de største besynderligheder indenfor intelligensforskningen, og den har været en række forsøg på at forklare den:
- Test-tagerne har vænnet sig til intelligenstest og har måske allerede set og prøvet en intelligenstest før de kommer på session.
- Forrykket stikprøve (biased sampling): De personer der er brugt til at kalibrere IQ'en for den konkrete test er udvalgt så de ikke repræsenterer et generelt udsnit af befolkningen.
- Bedre undervisning i skolerne
- Virkelig stigning:
  - Socioøkonomiske forbedringer
  - Bedre ernæring der giver bedre hjernefunktioner

Nyere statistiske undersøgelser har vist, at stigningen i IQ ikke afspejler sig i de delspørgsmål i intelligenstest, som er bedst til at måle 'generel intelligens', hvilket tyder på at Flynn-effekten først og fremmest skyldes kulturel betingede faktorer, som stigende uddannelsesniveau og/ell. forudgående erfaringer med intelligenstest. 

## Kontroverser
Intelligens i forbindelse med race og køn er et emne der kan ofte kan udløse heftige diskussioner.
Steve Blinkhorn,
Arthur Jensen og Stephen Jay Gould
har blandet sig i debatten.
Den danske psykolog Helmuth Nyborg, der var ansat på Aarhus Universitet, blev en periode bortvist fra sin arbejdsplads efter udtalelser i pressen han kom med på baggrund af sin egen videnskabelige artikel om kønsforskelle.

### Danske
- Mogens Hansen, 1989, Intelligens, Ålykke, ISBN 87-592-2007-4
- Definitionen på intelligens kommer fra bogen: Desmond Morris, Forstå din baby, Politikens forlag, 1993, side 135 (Originalens titel: Babywatching).

### Engelske
- Ian J. Deary, 2001, Intelligence: A Very Short Introduction, Oxford University Press, ISBN 0-19-289321-1.
- Linda S. Gottfredson, (1998, Winter). The general intelligence factor. Scientific American Presents, 9(4), 24-29.